# Subate
Subate (németül: Subbath) város Lettország délkeleti részén, a litván határ közelében.

## Fekvése
Subate Lettország Zemgale tájegységének déli részén, a történelmi Sēlija régióban, az azonos nevű Subate-tó partján helyezkedik el, Daugavpilstől 40 km-re északnyugatra.

## Története
Subatét 1570-ben említi először írásos feljegyzés, amikor Kurzeme hercege, Gotthard von Kettler eladta a Subate-tó jobb partján található piacteret Plater-Ziberg grófnak. A piactér körül hamarosan kialakult a település. Az ellenreformáció idején a  lengyel fennhatóságra tekintettel a földesúr felvette a katolikus vallást, és miután a templom katolikus templommá vált, a lutheránus vallású lakosság nagy része átköltözött a tó keleti oldalára, és megalapította Jaunsubatē-t (Újsubate).
1680-ban Vecsubate (Ósubate) városi jogot kapott, Jaunsubatē-ban pedig 1682-ben megnyitották a lett iskolát.
A két település az orosz uralom idején, 1894-ben egyesült, és 1917-ben kapott ismét városi jogokat. A 2009-es közigazgatási reformig Lettország Daugavpils járásához tartozott.

## Látnivalók

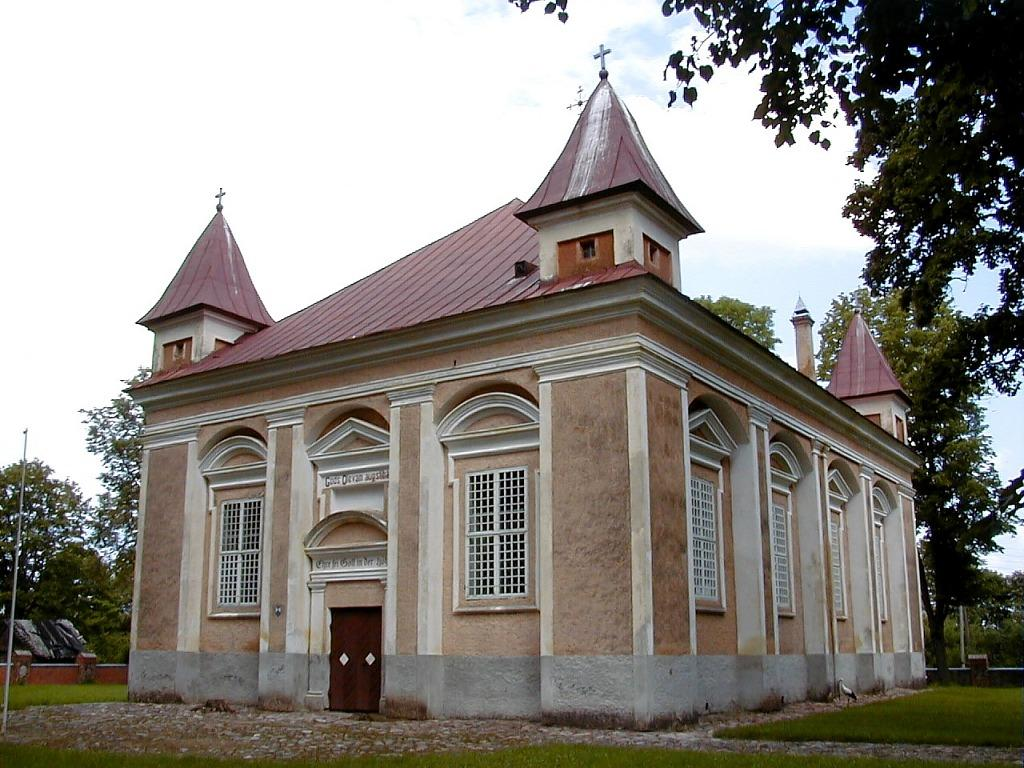
Lutheránus templom

A település európai jelentőségű műemléke az 1686-ban épült lutheránus templom.